# Felsenreich

Felsenreich auf dem Wave-Gotik-Treffen 2014

Felsenreich ist eine Dark-Rock-Band aus Chemnitz. Gegründet wurde die Band 1998 von Mathias Sohn, Renato Wesely, Carsten Schaller und Denis Hartzsch.

## Geschichte
Mathias Sohn (bisher bei der Band „Trysticia“) lernte auf einem Konzert Renato Wesely und Denis Hartzsch (beide bisher bei dem Studioprojekt „Graves In Moonlight“) kennen. Mit dem Gitarristen Carsten Schaller gründeten die drei im Jahr 1998 Felsenreich. Der Name sollte nach Aussagen der Band das eigene musikalische Reich definieren und hart wie die Felsen eine gewisse Konstante in einer wechselhaften Zeit verkörpern.
Schon bald verließ Schaller die Band, nach dem Erscheinen einer ersten EP übernahm Sören Bräuer dessen Platz.
In den nächsten Jahren folgten zwei Studioalben. Während das erste mit dem Titel Am Ende der Zeit in den Wuppertaler Musicpark-Studios produziert wurde, zeichnete bei dem zweiten Album Bräuer allein für die Produktion verantwortlich. Im Wesentlichen wurden auf beiden Veröffentlichungen Kompositionen von Sohn und Texte von Wesely verarbeitet. Die Band stellte beide Alben auf zahlreichen Club- und Open-Air-Konzerten vor, so auch auf den Wave-Gotik-Treffen 2002 und 2004.
Mit dem Erscheinen des Albums Tiefe gelangen einige Achtungserfolge. So erreichte die Band den ersten Platz der Charts des französischen Szenemagazins Orpheus. Ebenfalls auf Platz eins notierte man Tiefe in Griechenland im Magazin Avopolis. In den französischen Alternativcharts fand man sich auf Rang 14 und in den hiesigen Download-MCR-Charts auf Rang 19 wieder. Einzelne Titel wurden auch auf diversen Samplern veröffentlicht. Außerdem erschien eine weitere EP mit Weihnachtsmusik.
Musikalische Differenzen führten dazu, dass Hartzsch und Bräuer die Band 2005 verließen. Im gleichen Jahr schloss sich die Sängerin Romy Unger der Band an. Fortan gehörten auch Darbietungen aus Musicals zum Repertoire. Gemeinsam mit ihr trat man u. a. beim Wave-Gotik-Treffen 2007, 2010 und 2014 sowie beim Woodstage Summer Open Air in Glauchau 2007 auf.
Der Gitarrist Kay Dommaschk, der Schlagzeuger Markus Will (Lorenz) und der Bassist Matthias Hertel (beide letztgenannten auch bei der Chemnitzer Nu Progressive Metalband „InAge“) waren an den Arbeiten eines neuen Albums beteiligt. Schaller kehrte 2009 zurück und beteiligt sich fortan auch am Felsenreich Akustik Projekt.
Im Jahre 2008 erschien mit dem Album Unschuld eine neue Veröffentlichung. Dabei kam es zu einer Zusammenarbeit mit Bruno Kramm (Das Ich) und dessen Label Danse Macabre.
Erneut auf dem Label Danse Macabre erschien im November 2012 das neueste Album Tanz auf dem Bilderberg. Darauf treten die Gitarren zugunsten einer teilweise tanzbaren Ausrichtung der Songs in den Hintergrund. Inhaltlich wurde wiederum eine große Breite verschiedener Themen verarbeitet, welche bis hin zur Kritik am Konsumwahn oder an der an ihrem eigenen Untergang arbeitenden Menschheit reicht. 2012, 2013, 1014 und 2018 trat die Band wieder auf dem Wave-Gotik-Treffen in Leipzig auf.
Im Juni 2017 wurde die neue Produktion Blumen veröffentlicht.
Die Band ist dabei erstmals in ihrer Akustikversion auf einem Album zu hören.
Aufgenommen wurde im Highline-Tonstudio in München unter der Leitung von Franz Erl (Escape Withe Romeo), welcher dabei auch am Schlagzeug mitwirkte. Mit der Hinwendung in Richtung zu romantisch, dunklem Folk wurde nun eine weitere musikalische Facette hinzugefügt. Im titelgebenden Stück "Blumen" welcher als eine Art Überbau fungiert, geht es um Hoffnung, warten und Abschied. Ereignisse die fortlaufend in den Songs thematisiert werden und im Beieinandersein von Erblühen und Verfall ihr Gleichnis finden.

## Stil
Obwohl der musikalische Stil von Felsenreich eine Affinität zur Dark-Rock-Szene aufweist, lässt er sich nicht eindeutig katalogisieren. So zählen z. B. Einflüsse aus dem Musicalbereich genauso zum Repertoire wie der Einsatz von Trompeten. Hymnische Balladen, Power-Rock oder die Einbeziehung elektronischer Elemente umfassen das Spektrum der Band.
In den teils deutsch, teils englisch und oft mit Wechselgesang dargebotenen Songs, werden Begebenheiten des Weltgeschehens mit kritisch distanzierter Perspektive reflektiert. Andererseits thematisiert die Band aber auch die menschliche Gefühlswelt in allen Schattierungen. Dabei verwischen schon mal die Grenzen zwischen Realität und Fiktion. Wie etwa in dem Song Use the Fire, in dem es zu einer Begegnung mit dem Alter Ego kommt.

## Diskografie

### EPs
- 1999: The Death Is Behind You (Sohnate)
- 2005: Winterzauber (Empire of Rocks)
- 2011: Felsenreich Akustik (Sohnate)

### Alben
- 2001: Am Ende der Zeit (Black Rain / Triton / Expander Rec.)
- 2004: Tiefe (Black Rain / Nova Media / Empire of Rocks)
- 2007: Unschuld "Virtuell Edition-only Download" (Sohnate / Euronen)
- 2008: Unschuld (Danse Macabre / Al!ve)
- 2012: Tanz auf dem Bilderberg (Danse Macabre)
- 2017: Blumen (BSC Music / Rough Trade)

### Sonstiges
Für den Raum Russland, Ukraine, Weißrussland und den baltischen Staaten erschien 2003 eine besondere Auflage des Albums Am Ende der Zeit mit Bonustrack. Zudem sind Felsenreich auf einer Reihe von Samplern vertreten wie z. B. dem „Zillo“-Sampler und der Schwarzes Leipzig Compilation 2.
Live-Videos erschienen u. a. auf der Gothic Visions III-DVD oder der Sonic Seducer-DVD Cold Hands Seduction Vol. 94.
Der Videoclip Brainloop wurde auf der Gothic Visions V DVD veröffentlicht.